# Newcastle, Texas
Newcastle är en ort i Young County i Texas. Orten har fått namn efter Newcastle upon Tyne i England. Vid 2010 års folkräkning hade Newcastle 585 invånare.